# Skattlösbergs by (naturreservat)
Kanaberget är ett naturreservat i området omkring finnbyn Skattlösberg i Ludvika kommun i Dalarnas län.
Området är naturskyddat sedan 1978 och är 47 hektar stort. Reservatet består av slåtterängar och åkrar.